# 20 يونيو
- السبت
- الأحد
- الاثنين
- الثلاثاء
- الأربعاء
- الخميس
- الجمعة

- 314 ذو الحجة 1446  هـ
- 15 ذو الحجة 1446  هـ
- 26 ذو الحجة 1446  هـ
- 37 ذو الحجة 1446  هـ
- 48 ذو الحجة 1446  هـ
- 59 ذو الحجة 1446  هـ
- 610 ذو الحجة 1446  هـ
- 711 ذو الحجة 1446  هـ
- 812 ذو الحجة 1446  هـ
- 913 ذو الحجة 1446  هـ
- 1014 ذو الحجة 1446  هـ
- 1115 ذو الحجة 1446  هـ
- 1216 ذو الحجة 1446  هـ
- 1317 ذو الحجة 1446  هـ
- 1418 ذو الحجة 1446  هـ
- 1519 ذو الحجة 1446  هـ
- 1620 ذو الحجة 1446  هـ
- 1721 ذو الحجة 1446  هـ
- 1822 ذو الحجة 1446  هـ
- 1923 ذو الحجة 1446  هـ
- 2024 ذو الحجة 1446  هـ
- 2125 ذو الحجة 1446  هـ
- 2226 ذو الحجة 1446  هـ
- 2327 ذو الحجة 1446  هـ
- 2428 ذو الحجة 1446  هـ
- 2529 ذو الحجة 1446  هـ
- 261 محرم 1447  هـ
- 272 محرم 1447  هـ
- 283 محرم 1447  هـ
- 294 محرم 1447  هـ
- 305 محرم 1447  هـ
- 16 محرم 1447  هـ
- 27 محرم 1447  هـ
- 38 محرم 1447  هـ
- 49 محرم 1447  هـ

20 يونيو أو 20 حُزيران أو 20 يونيه أو يوم 20 \ 6 (اليوم العشرون من الشهر السادس) هو اليوم الحادي والسبعون بعد المئة (171) من السنوات البسيطة، أو اليوم الثاني والسبعون بعد المئة (172) من السنوات الكبيسة وفقًا للتقويم الميلادي الغربي (الغريغوري). يبقى بعده 194 يوما لانتهاء السنة.

## أحداث
- 451 - وقوع «معركة السهول القطلونية» بين القوات الرومانية بقيادة فلافيوس أيتيوس والهون بقيادة أتيلا.
- 1214 - تأسيس جامعة أوكسفورد في المملكة المتحدة.
- 1544 - وصول حسن باشا بن خير الدين بربروس إلى الجزائر واليا عليها.
- 1605 - اغتيال قيصر روسيا فيودور الثاني بعد ثلاثة أشهر فحسب قضاها في منصب القيصر.
- 1800 - السلطات الفرنسية تغلق الجامع الأزهر وذلك عقب اغتيال الجنرال كليبر على يد سليمان الحلبي، وظل المسجد مغلقًا حتى خروج الفرنسيين من مصر.
- 1837 - الملكة فيكتوريا تتولى حكم المملكة المتحدة.
- 1877 - ألكسندر غراهام بيل ينجز أول شبكة هاتفية في العالم في مدينة هاميلتون بكندا.
- 1930 - وزير خارجية العراق نوري السعيد يوقع مع المندوب السياسي البريطاني معاهدة تحالف مدتها 25 سنة.
- 1944 - انتهاء معركة بحر الفلبين بنصر ساحق للبحرية الأمريكية وذلك في الحرب العالمية الثانية.
- 1960 - الإعلان عن استقلال مالي والسنغال.
- 1963 - ربط الولايات المتحدة والاتحاد السوفيتي بخط هاتف ساخن خلال الحرب الباردة.
- 1991 - اختيار برلين عاصمة لألمانيا الموحدة وذلك بعد تصويت برلماني كانت نتيجته موافقة 336 مقابل 321 صوت معارض.
- 1994 - وقوع عملية تفجير في ضريح الإمام علي الرضا بمدينة مشهد الإيرانية ما أسفرت عن مقتل 25 زائراً وجرح المئات.
- 2001 - انتخاب برفيز مشرف رئيسًا لباكستان.
- 2003 - تأسيس مؤسسة ويكيميديا.
- 2009 - انتحاري يفجر نفسه عند قبر الخميني مسفرًا عن مقتله وجرح زائرَين، وذلك في أعقاب الاضطرابات التي تلت الانتخابات الرئاسية في إيران.
- 2010 -
  - إيران تنفذ حكم الإعدام بزعيم حركة جند الله عبد الملك ريغي وذلك لدورة في العديد من العمليات المسلحة في محافظة سيستان وبلوتشستان.
  - إجراء الانتخابات الرئاسية في بولندا لانتخاب خلف للرئيس ليخ كاتشينسكي الذي توفي إثر تحطم طائرته في 10 أبريل، وقد فشل أي من المرشحين في الحصول على نسبة من الأصوات تتجاوز 50%، حيث حصلَ رئيس الدولة بالوكالة برونيسواف كوموروفسكي على ما نسبته 41.22% من الأصوات، مقابل 36.74% من الأصوات لياروسلاف كاتشينسكي الأخ التوأم للرئيس الأسبق، وقد تقرر إجراء جولة إعادة في 4 يوليو.
- 2012 - المحكمة الدستورية في الكويت تبطل انتخابات مجلس الأمة، وتلغي قرار حل مجلس 2009 الذي حل في ديسمبر الماضي وتعيد له سلطاته.
- 2015 - ويكيليكس تنشر 60 ألف برقية من البرقيات الدبلوماسية السعودية.
- 2019 - الحرس الثوري الإيراني يُسقط طائرة استطلاع عسكرية أمريكية مسيرة في منطقة مضيق هرمز، والجيش الأمريكي يصف إسقاط الطائرة بأنه «غير مبرّر»، والإدارة الأمريكية تُعلن أنها تبحث سبل الرد.
- 2022 - فوز غوستافو بيترو في الانتخابات الرئاسية في كولومبيا بنسبة 50.44%، ليُصبح أول رئيسٍ يساريٍ للبلاد.

## مواليد
- 235 ق.م - سكيبيو الإفريقي، قنصل وقائد روماني.
- 1005 - الظاهر لإعزاز دين الله، الخليفة الفاطمي السابع والإمام السابع عشر من أئمة الشيعة الإسماعيلية.
- 1469 - جان غالياتسو سفورزا، دوق دوقية ميلانو.
- 1566 - سييسموند فاسا، ملك بولندا.
- 1861 - فريدريك هوبكنس، عالم كيمياء حيوية إنجليزي حاصل على جائزة نوبل في الطب عام 1929.
- 1866 - نينوميا تشوهاتشي، مخترع ياباني.
- 1926 - رحبعام زئيفي، سياسي إسرائيلي.
- 1928 - جان ماري لوبان، سياسي فرنسي.
- 1934 - روزانا بوديستا، ممثلة إيطالية.
- 1940 - محمد حمزة، شاعر مصري.
- 1945 - أحمد بدير، ممثل مصري.
- 1949 - ليونيل ريتشي، مغني أمريكي.
- 1950 - نوري المالكي، رئيس وزراء العراق.
- 1952 - جون غودمان، ممثل أمريكي.
- 1954 - ايلان رامون، رائد فضاء إسرائيلي.
- 1956 -
  - أحمد المليفي، حقوقي وسياسي كويتي.
  - ربيع شهاب، ممثل أردني.
  - بيتر ريد، لاعب ومدرب كرة قدم إنجليزي.
- 1963 - هيروشي أوساكا، رسام أنمي ياباني.
- 1966 - عماد ناصف، صحفي وكاتب مصري.
- 1967 - نيكول كيدمان، ممثلة أسترالية.
- 1969 -
  - مالفاي واشنطن، لاعب كرة مضرب أمريكي.
  - مليكة مستظرف، روائية مغربية.
- 1970 -
  - رشيد بن الحسن، ابن الحسن الثاني ملك المغرب.
  - أندريا ناليس، سياسية ألمانية.
- 1975 - دانييل زيتكا، لاعب كرة قدم تشيكي.
- 1976 -
  - جوليانو بيليتي، لاعب كرة قدم برازيلي.
  - مشعل معرفي، مذيع كويتي.
- 1978 - فرانك لامبارد، لاعب كرة قدم إنجليزي.
- 1980 - فرانكو سيميولي، لاعب كرة قدم إيطالي.
- 1982 -
  - أليكسي بيريزوتسكي، لاعب كرة قدم روسي.
  - فاسيلي بريزيفتسكي، لاعب كرة قدم روسي.
- 1986 - عادل حمود، لاعب كرة قدم كويتي.
- 2000 - مهند علي، لاعب كرة قدم عراقي.

## وفيات
- 1800 - أبراهام جوتهيلف كيستنر، شاعر وعالم رياضيات ألماني.
- 1837 - ويليام الرابع، ملك المملكة المتحدة.
- 1879 - جورج ستيفن، محامي أسترالي.
- 1920 - عيسى بن عكاس، فقيه مالكي وقاضي سعودي.
- 1947 - سعد الله الجابري، رئيس حكومة سوري أسبق.
- 1958 - كورت ألدر، عالم كيمياء ألماني حاصل على جائزة نوبل في الكيمياء عام 1950.
- 1975 - ميخائيل ييغوروف، عسكري سوفييتي في الحرب العالمية الثانية.
- 1985 - حقي الشبلي، فنان عراقي.
- 1969 - الشيخ محمد صديق المنشاوي.
- 1976 - ساسون صميح، سياسي عراقي.
- 1995 - إميل سيوران، فيلسوف روماني.
- 2001 - حسين محمد تقي بحر العلوم، عالم مسلم شيعي وشاعر عراقي.
- 2004 - منير العجلاني، سياسي ورجل قانون سوري.
- 2005 - جاك كيلبي، مهندس كهربائي أمريكي حاصل على جائزة نوبل في الفيزياء عام 2000.
- 2007 -
  - نازك الملائكة، شاعرة عراقية.
  - فاطمة بديوي، شاعرة وكاتبة مسرحية سورية.
- 2008 - محمد الجناحي، ممثل إماراتي.
- 2010 -
  - روبيرتو روزاتو، لاعب كرة قدم إيطالي.
  - عبد الملك ريغي، زعيم حركة جند الله.

## أعياد ومناسبات
- يوم اللاجئ العالمي.
- عيد العلم في الأرجنتين.
- يوم الأب في المملكة المتحدة والولايات المتحدة وكندا.

## وصلات خارجية
- وكالة الأنباء القطريَّة: حدث في مثل هذا اليوم.
- النيويورك تايمز: حدث في مثل هذا اليوم.
- BBC: حدث في مثل هذا اليوم.